# Canal de Suez
Pour les articles homonymes, voir Suez.
Le canal de Suez (en arabe : قناة السويس, qanāt as-suwēs) est un canal navigable situé en Égypte. Long de 193,3 km, large de 280 à 345 m et profond de 22,5 m, il relie, via trois lacs naturels, la ville portuaire de Port-Saïd en mer Méditerranée à la ville de Suez dans le golfe de Suez (partie septentrionale de la mer Rouge).
Percé entre 1859 et 1869, grâce à une levée de fonds géante à la Bourse de Paris, sous la direction du diplomate retraité français Ferdinand de Lesseps, il permet aux navires d'aller d'Europe en Asie sans devoir contourner l'Afrique par le cap de Bonne-Espérance et sans rupture de charge par voie terrestre entre la Méditerranée et la mer Rouge.
Le canal de Suez ainsi établi reprend la vieille idée de relation par voie d'eau entre les deux mers, déjà mise en œuvre dans l'Antiquité par les pharaons égyptiens : le canal des pharaons antique relie le Nil à la mer Rouge. Pendant la Renaissance, la république de Venise avait sans succès cherché à rétablir cette liaison.
À la suite de la Première Guerre mondiale, le canal est placé sous la protection militaire de la Grande-Bretagne. En 1956, Nasser, le président égyptien, met un terme à cette situation en nationalisant le canal.
Avec l'augmentation du trafic, le canal est devenu la troisième source de devises de l'Égypte. Un blocage du canal entraînerait des pertes d'environ 15 millions de dollars par jour. En 2015, 17 483 navires transportant 999 millions de tonnes de marchandises l'ont emprunté, soit 8 % du commerce maritime international. En 2020, près de 19 000 navires ont transité par le canal, ce qui représente une moyenne de 52 navires par jour.
Le 6 août 2015, le président égyptien Al-Sissi inaugure le « Nouveau canal de Suez » à bord du yacht national El Mahroussa, permettant, après un an de travaux, de doubler la capacité de passage. Les travaux ont consisté à élargir le canal existant ainsi qu'à en augmenter la profondeur sur 35 km, et à doubler le canal sur 37 km dans sa partie orientale.
Le canal est la propriété de la Suez Canal Authority, qui est aussi responsable de son administration et de sa gestion.

## Histoire

### Antiquité

Carte du canal des Pharaons. En pointillé, on remarque le niveau des eaux du golfe de Suez à l'époque de Sésostris III.

Il est probable que durant la XIIe dynastie, le pharaon Sésostris III (~1850 av. J.-C.) ait fait creuser un canal orienté d'ouest en est à travers le Wadi Tumilat, reliant le Nil à la mer Rouge, afin de pouvoir commercer avec le Ta Netjer (le pays de Pount), permettant ainsi directement les échanges entre la mer Rouge et la Méditerranée. Son existence est certaine au XIIIe siècle av. J.-C., pendant le règne de Ramsès II, il est ensuite abandonné.
D'après l'historien grec Hérodote, des travaux pour remettre le canal en état auraient été entrepris vers 600 av. J.-C. par Nékao II, mais ne furent jamais achevés. Le canal fut finalement terminé par le roi Darius Ier (vers -550 à 486 av. J.-C.), le conquérant perse de l’Égypte. Darius a illustré sa réalisation par diverses stèles de granit disposées sur les rives du Nil, dont celle de Kabret à 200 km de Pie. L'inscription de Darius dit :

« Le roi Darius déclare : Je suis un Perse ; j'ai pris l'Égypte ; j'ai donné l'ordre de creuser ce canal à partir d'un fleuve dont le nom est Nil, qui coule en Égypte, jusqu'à la mer qui vient de Perse. Ce canal fut creusé ainsi que je l'avais ordonné et des bateaux depuis l'Égypte, grâce à ce canal, naviguèrent jusqu'en Perse, ainsi que je l'avais désiré. »

Le canal fut de nouveau restauré par Ptolémée II vers 250 av. J.-C... Au cours des mille années qui suivirent, il fut successivement modifié, détruit et reconstruit, notamment par Amr ibn al-As en 640, et devint le « canal du Commandeur des croyants ». Il est finalement détruit au VIIIe siècle par le calife Al-Mansur pour isoler la ville de Médine, et éviter ainsi le risque d'une attaque.

### Renaissance
Venise, au début du XVIe siècle, est confrontée à la concurrence des Portugais dans le commerce en Orient. Vasco de Gama a en effet découvert en 1498 une nouvelle route contournant l'Afrique par le cap de Bonne-Espérance. Les Portugais évitent ainsi de payer les taxes du sultan d'Égypte pour le commerce et le transport des épices. Mais cette nouvelle concurrence nuit à Venise, qui procurait les épices à l'Europe via l'Égypte. Les Portugais pourront en effet proposer des prix plus bas aux clients de Venise (les Hongrois, les Flamands, les Allemands et les Français). Il faut donc trouver une solution pour améliorer le passage des épices en Méditerranée. Et dans le débat de Pregàdi, la république de Venise a l'idée de creuser un canal reliant la Méditerranée et la mer Rouge. Le Conseil des Dix recommande en mai 1504 à Francesco Teldi (en), son envoyé auprès du sultan, « une chose […] que beaucoup envisagent comme une mesure tout à fait opportune pour empêcher et interrompre la navigation des Portugais, c'est-à-dire qu'avec facilité et rapidité de temps il serait possible de faire un canal depuis la mer Rouge qui relie directement cette mer-ci ». Néanmoins, le projet n'aboutit pas, à cause de la situation interne égyptienne instable.
Le 17 janvier 1568, le Sultan Selim II étudiait la possibilité de percer le canal afin de contrer les activités navales du Portugal dans l’Océan Indien. Puis en 1586, avec l'aval du Sultan Mourad III, le Grand Amiral de la flotte ottomane Euldj Ali entreprend de creuser l'ancien canal reliant Suez à la mer Rouge. Mais à ce moment la guerre de Perse se rallume de nouveau, Constantinople se trouve engagée dans d'énormes dépenses et le projet est donc ajourné.

### Époque contemporaine

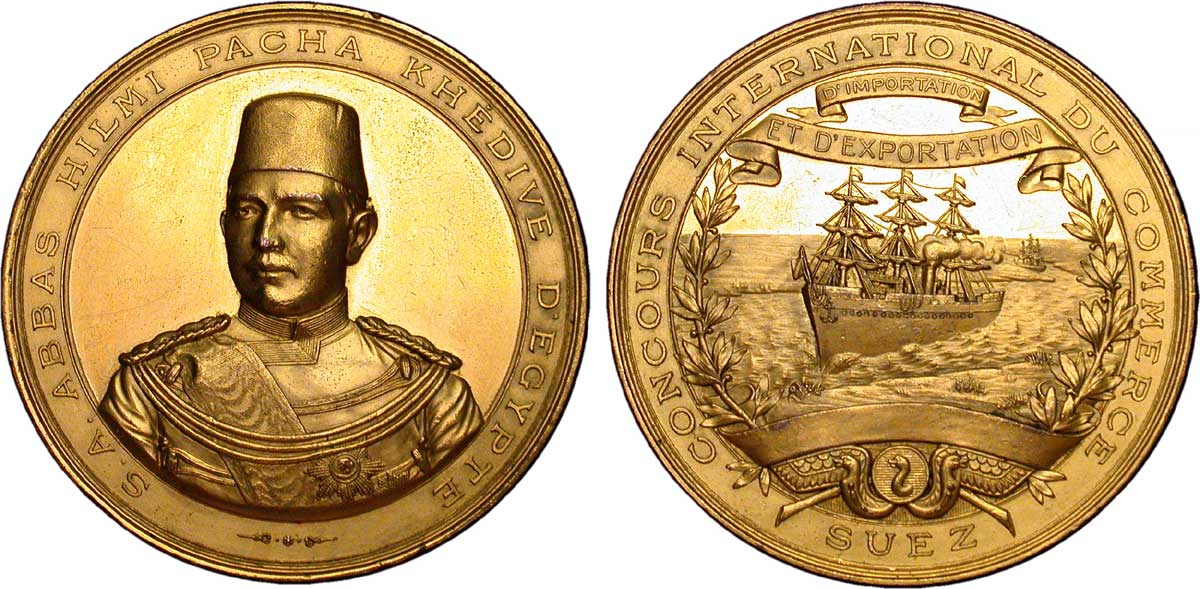
Médaille en bronze doré du concours international du commerce de Suez, à l’effigie d’Abbas II Hilmi.

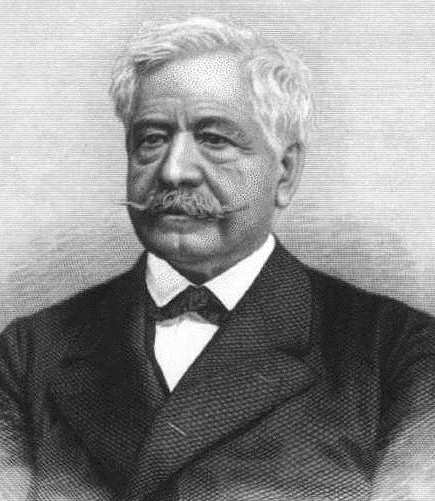
Ferdinand de Lesseps.

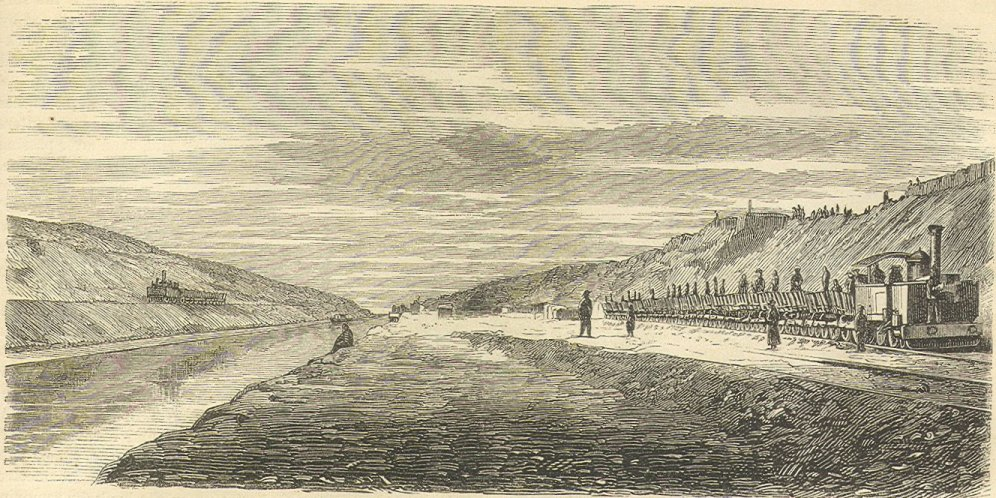
La construction du canal.

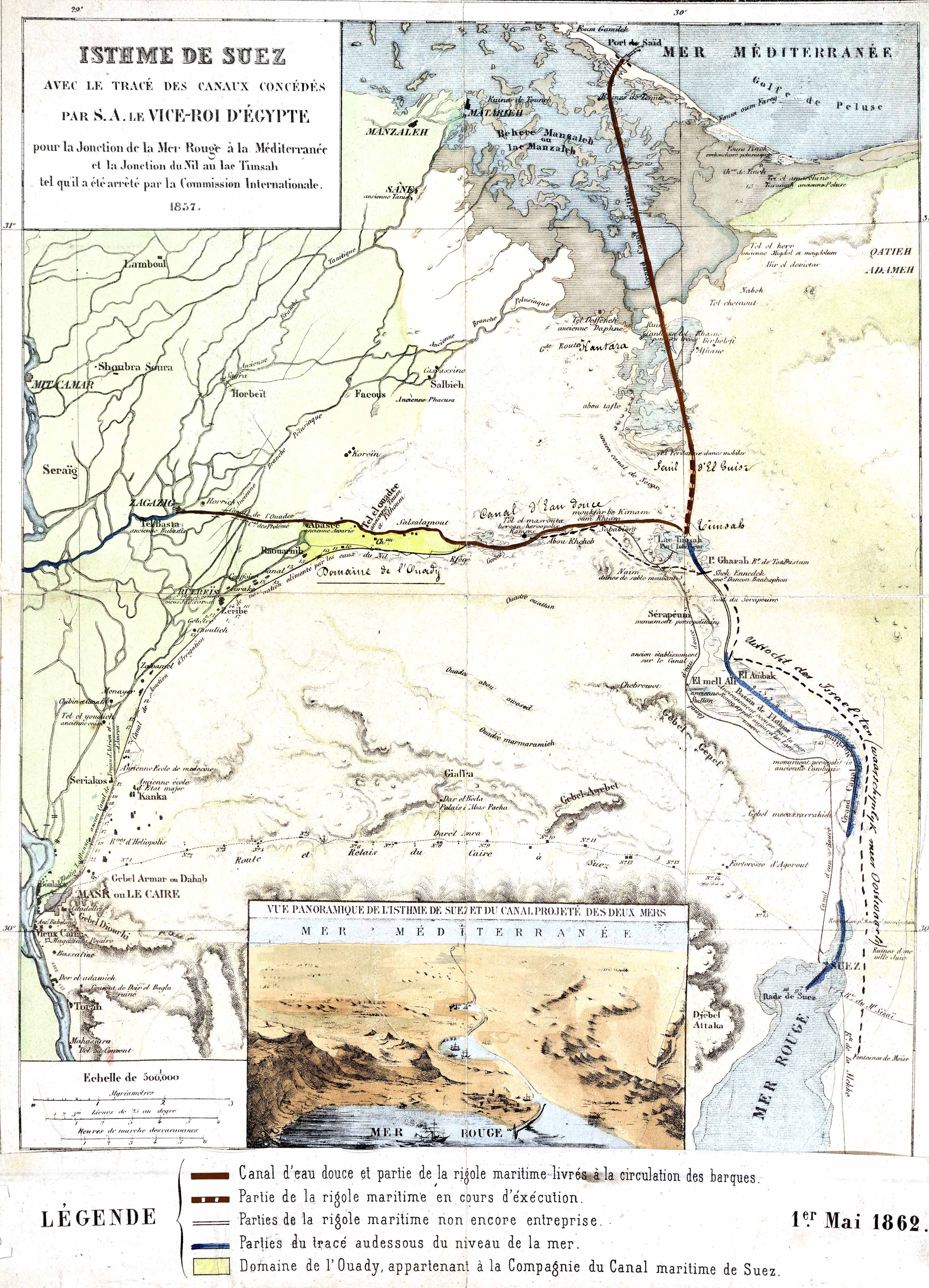
L'état des travaux en mai 1862.

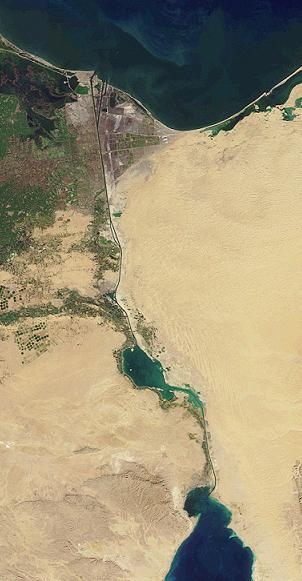
Vue satellite : au nord la mer Méditerranée, au sud le golfe de Suez, à droite le Sinaï, au centre les imposants lacs Amers, et, un peu plus au nord, le lac Timsah.

#### Les premiers projets
Sous le Directoire, les Français envoient plusieurs savants (dont Jacques-Marie Le Père) dès 1798 lors de la campagne d'Égypte menée par le général Napoléon Bonaparte, dans le but d'étudier s'il serait possible de percer l'isthme de Suez. Dès les années 1820, Linant de Bellefonds et Eugène Mougel Bey, et plus tard Ferdinand de Lesseps, partisans de la doctrine socio-économique du saint-simonisme, avaient déjà envisagé la construction d'un canal reliant la mer Rouge à la Méditerranée. Le projet de canal fut présenté initialement aux Égyptiens en 1833 par Prosper Enfantin, le « père » des saint-simoniens, ingénieur et économiste français, après son exil en Égypte avec ses condisciples, à sa sortie de prison avec quelques-uns de ses disciples. Il effectue de très nombreux relevés topographiques, grâce au soutien de la chambre de commerce de Lyon et d'Arlès-Dufour, un autre saint-simonien qui y est très actif.
Trois projets avaient été élaborés par Charles Joseph Lambert, transmis par Prosper Enfantin à Linant de Bellefonds et Eugène Mougel Bey.

À l'époque, le projet ne retient pas l'attention du vice-roi d'Égypte Méhémet Ali. Les saint-simoniens, sous l'impulsion d'Enfantin et de François Barthélemy Arlès-Dufour, poursuivent néanmoins le projet et créent en 1846 une Société d'étude pour le canal de Suez. Cette société réalise un nivellement topographique précis de l'isthme ; il vient rectifier les données d'un premier nivellement, effectué lors des campagnes de Bonaparte, et qui signalait neuf mètres de différence entre le niveau de la mer Rouge et celui de la Méditerranée, en raison d'une erreur de triangulation, survenue dans les calculs de Jacques-Marie Le Père de 1799. Le nouveau nivellement réalisé par Paul-Adrien Bourdalouë indique une différence si faible qu'un canal sans écluse devient possible. Ferdinand de Lesseps, apprenant les travaux réalisés par cette société, vint rencontrer Arlès-Dufour, qui lui confia tout le dossier technique, pensant qu'il serait à même de le faire réaliser grâce à son réseau de relations en Égypte. Celui-ci s'investit vivement dans le projet et le porta tant et si bien que les saint-simoniens en nourrirent quelques dépits.

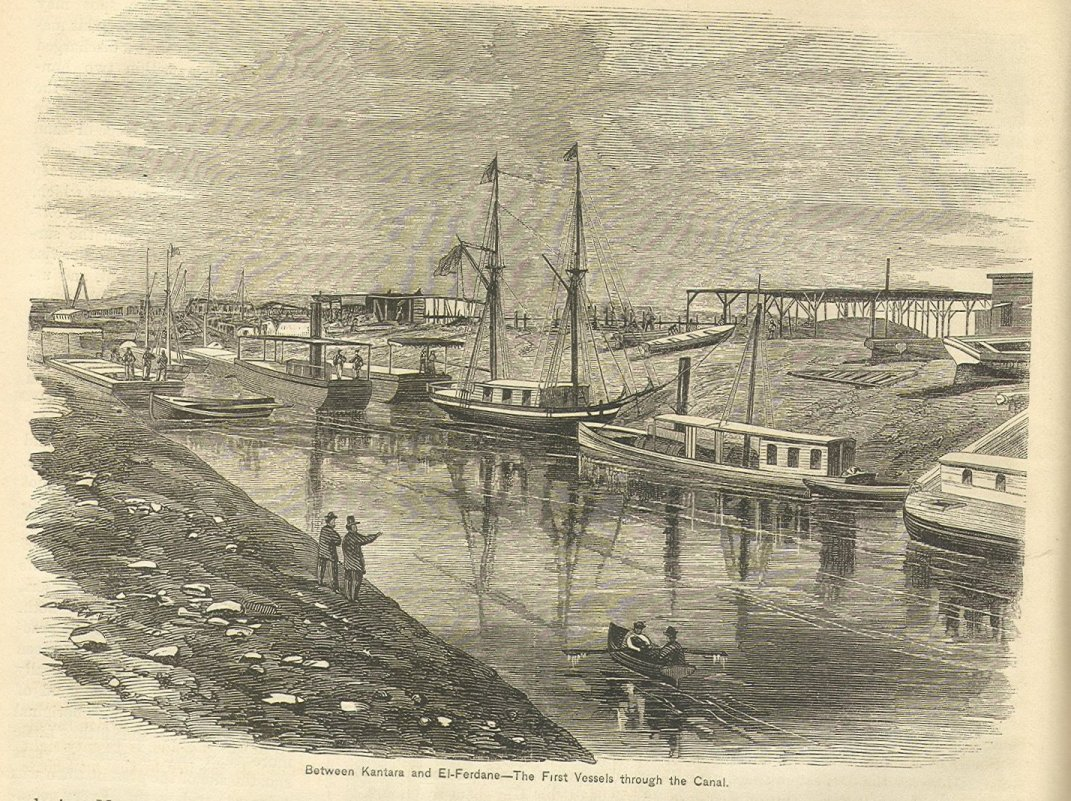
Une des premières traversées, au XIXe siècle.

#### Les parcours

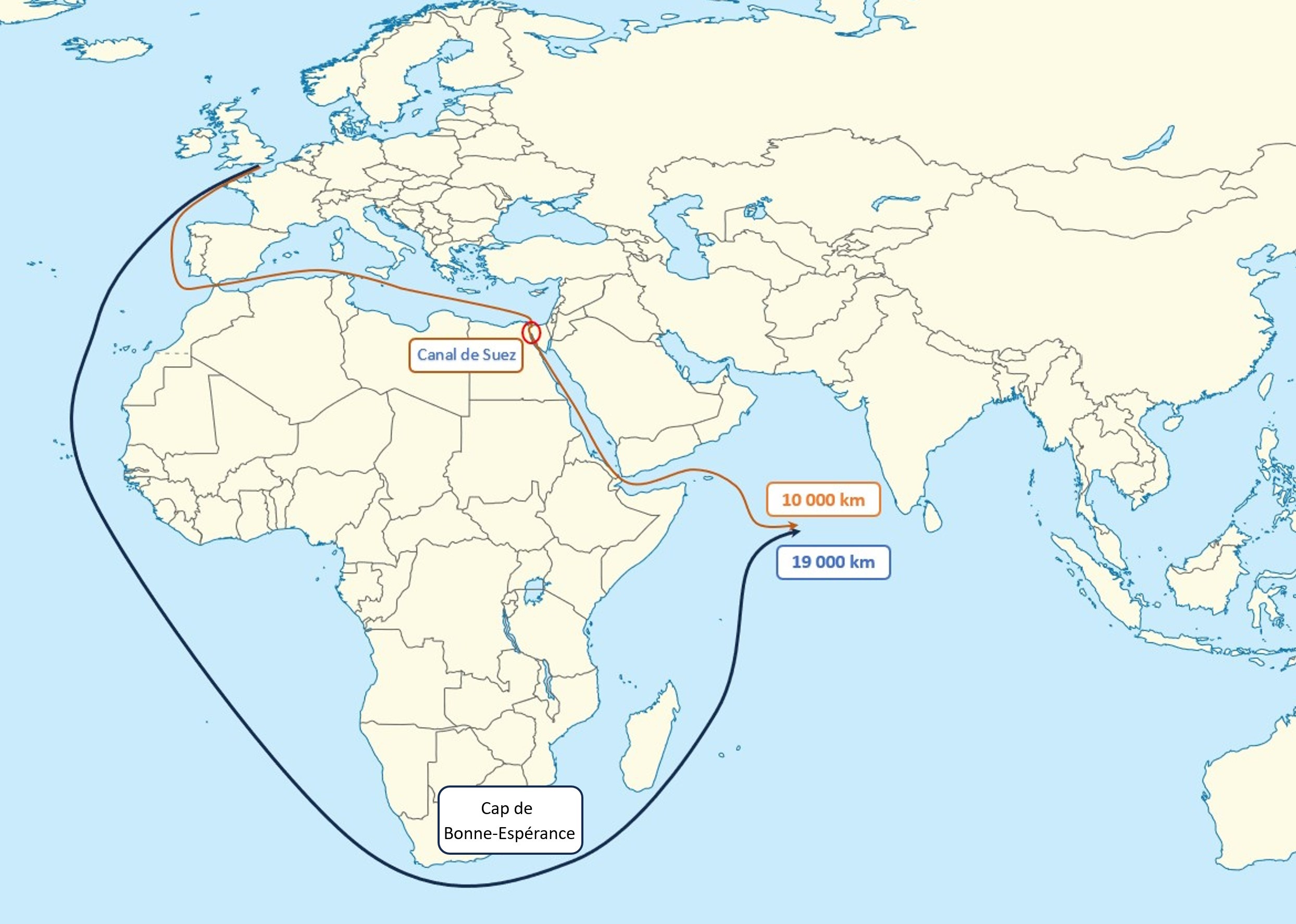
Parcours depuis le Nord de l'Europe.
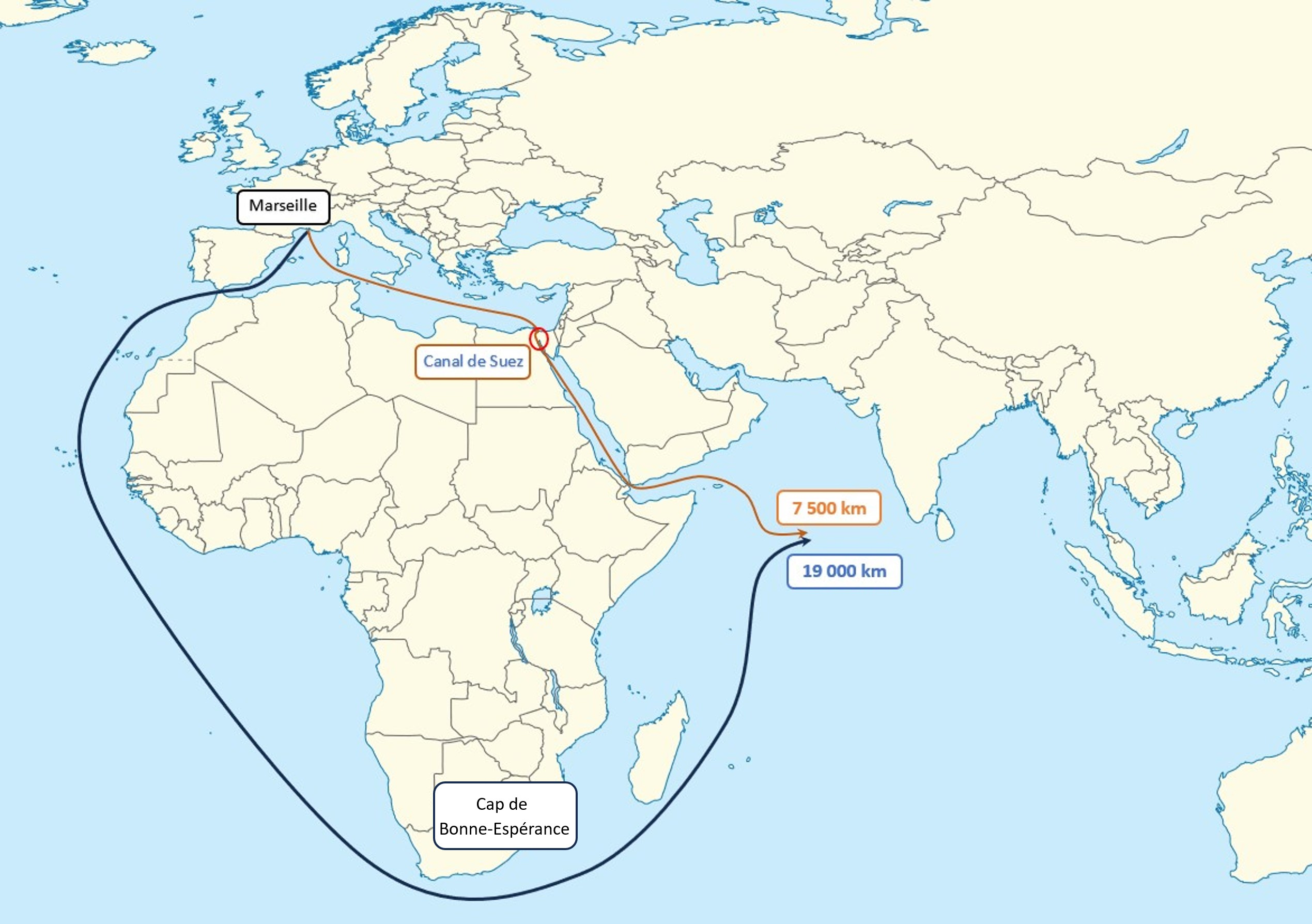
Parcours depuis Marseille.

#### Un canal controversé
En 1854, le gouverneur d'Égypte Mohamed Saïd Pacha accorde le premier acte de concession du terrain pour la construction du canal à Ferdinand de Lesseps. Mais les Britanniques s'opposent à ce firman qui donnerait une grande influence à la France dans cette région stratégique sur la route des Indes, et demandent à l'autorité supérieure, la Sublime Porte de l'Empire ottoman, de suspendre cette permission. La concurrence pour le contrôle de cette route est en effet forte entre les deux nations occidentales, la Grande-Bretagne soutenant le principe d'une ligne ferroviaire égyptienne, à laquelle le canal ferait concurrence. Lesseps décide de passer outre l'opposition de la Porte en entamant les travaux, au vu et au su de tous, le 25 avril 1859.
Les Anglais font arrêter les travaux à plusieurs reprises : en octobre 1859, avec l'aide du ministre des Finances de l'Empire ottoman, Mouktar Bey, puis à la mort de Saïd en 1863. La construction du canal se poursuit néanmoins grâce au soutien de Napoléon III. Ferdinand de Lesseps bénéficie aussi du soutien de l'émir Abd el-Kader qui avait été, du côté oriental, l'un de ses plus actifs et pérennes appuis,. Alors que les grandes puissances européennes procèdent au partage de l'Afrique, les rivalités franco-britanniques se multiplient dans la région et le canal de Suez n'est que l'une d'entre elles.
À partir des plans établis par Linant de Bellefonds et Alois Negrelli, et discutés et adoptés par la Commission internationale pour le percement de l'isthme de Suez, la Compagnie universelle du canal maritime de Suez de Ferdinand de Lesseps construit le canal entre 1859 et 1869. À la fin des travaux, l'Égypte, à hauteur de 44 % de sa valeur, et 21 000 Français, à hauteur de 56 %, en étaient conjointement propriétaires.
On a estimé que 1,5 million d'Égyptiens participèrent à la construction du canal et que plus de 125 000 y moururent, principalement du choléra, mais ces chiffres furent critiqués, considérés comme étant très exagérés.
En 1860, seulement 5 % des navires fonctionnent à la vapeur. Le canal est pourtant conçu pour une navigation exclusivement motorisée ; sa construction est donc un pari. Dans la décennie qui suit, les marines marchandes vont s'équiper en masse. C'est le 17 février 1867 qu'un premier navire emprunte le canal achevé[réf. nécessaire], mais il n'est officiellement inauguré que le 17 novembre 1869 par l'impératrice Eugénie sur le navire L’Aigle, suivie par Ferdinand de Lesseps et des administrateurs du canal à bord du Péluse, de la Compagnie des Messageries maritimes, commandé par Auguste Caboufigue. Pour l’inauguration du canal, le Khédive Ismaïl Pacha avait commandé l’opéra Aida (qui ne fut joué au Caire que fin 1871) à Giuseppe Verdi. Tout de suite après cette inauguration, le canal devient le cœur des rivalités franco-britanniques.
En 1875, la dette extérieure de l'Égypte la contraint à vendre ses parts à prix d'aubaine – 4 000 000 £ – au Royaume-Uni qui veut retrouver son influence sur la route des Indes.
En 1882, après la guerre anglo-égyptienne, les Britanniques remplacent les Ottomans comme tuteurs du pays. Ils parviennent ainsi à prendre le contrôle du canal.
Afin de remédier aux querelles des puissances sur le canal de Suez, le 29 octobre 1888, la convention de Constantinople affirme la neutralité du canal, déclaré « libre et ouvert, en temps de guerre comme en temps de paix, à tout navire de commerce ou de guerre, sans distinction de pavillon ».
Durant la Première Guerre mondiale, les Britanniques et les Français négocient les accords Sykes-Picot qui divisent le Moyen-Orient en zones d'influence : la France obtient un protectorat sur la Syrie et le Liban ; le Royaume-Uni sur la Palestine, la Jordanie et l'Égypte.
En 1922, l'Égypte devient un royaume avec une autonomie limitée. Par le traité anglo-égyptien de 1936, établi pour vingt ans, le pays accède à une indépendance presque complète. Il est ainsi établi que le Royaume-Uni évacuerait toutes les troupes britanniques présentes sur le sol égyptien, à l'exception des dix mille hommes nécessaires à la protection du canal de Suez et de ses rives.
En 1930, est inauguré près d'Ismaïlia le Monument à la Défense du Canal de Suez, réalisé par Raymond Delamarre et Michel Roux-Spitz, avec la participation d'Emmanuel Guérin et Italo Santelli.
Au XXe siècle, la valeur des actions augmente fortement ; en posséder devient un signe d'appartenance à la classe bourgeoise.

#### Rupture avec le Royaume-Uni et crise de Suez
Le 8 octobre 1951, le Premier ministre égyptien Moustapha el-Nahhas Pacha dénonce le traité anglo-égyptien. Le Royaume-Uni refuse de quitter ses bases du canal et renforce ses effectifs à terre à 64 000 hommes au 31 décembre 1951. Des émeutes violentes, actes de guérillas, sabotage de la part des Frères musulmans, communistes et police égyptienne envers les Britanniques et la répression de ces derniers feront des centaines de morts jusqu'au 19 octobre 1954,. Le retrait militaire britannique s'acheva en juillet 1956 avec le début de la crise du canal de Suez.
Le 26 juillet 1956, Nasser, président de la République d'Égypte, reprend le canal et transfère le patrimoine de la compagnie du canal à la Suez Canal Authority. Cette nationalisation avait pour but de financer la construction du barrage d'Assouan après que les États-Unis et la Banque mondiale eurent refusé d'accorder des prêts pour le financer. Les avoirs égyptiens sont aussitôt gelés et l'aide alimentaire supprimée, à la suite des protestations des principaux actionnaires, alors britanniques et français. D'autre part, Nasser dénonce la présence coloniale du Royaume-Uni au Proche-Orient et soutient les nationalistes dans la guerre d'Algérie. 
Le 29 octobre 1956, le Royaume-Uni, la France et Israël se lancent dans une opération militaire, baptisée « opération Mousquetaire ». Cette action est justifiée par la restitution aux actionnaires qui ont financé et contribué à la prospérité du canal de ce qui, selon le droit international et les accords passés, leur appartient.
L'opération de Suez dure une semaine. Les Nations unies optent cependant pour la légitimité égyptienne et rédigent une résolution condamnant l'expédition franco-israélo-britannique.
Pour sauver les Britanniques de ce qu'il pensait être une action désastreuse et empêcher la guerre d'une éventuelle escalade, le secrétaire d'État canadien aux Affaires extérieures, Lester B. Pearson, a proposé la création de la première force de maintien de la paix des Nations unies pour assurer l'accès au canal pour le tout et un retrait israélien de la péninsule du Sinaï. Le 4 novembre 1956, une majorité aux Nations unies a voté pour la résolution de maintien de la paix de Pearson, qui ordonnait aux soldats de la paix de l'ONU de rester dans le Sinaï à moins que l'Égypte et Israël n'acceptent leur retrait. Les États-Unis ont soutenu cette proposition en faisant pression sur le gouvernement britannique par la vente de livres sterling, ce qui entraînerait sa dépréciation. La Grande-Bretagne a alors appelé à un cessez-le-feu et a ensuite accepté de retirer ses troupes d'ici la fin de l'année. Pearson a ensuite reçu le prix Nobel de la paix.

#### Guerre des Six Jours, guerre du Kippour: huit ans de fermeture
Onze ans plus tard, en juin 1967 lors de la guerre des Six Jours, Israël occupe l'ensemble du Sinaï et donc la rive orientale du canal, qui va rester fermé pendant huit ans, jusqu'en juin 1975. Quatorze navires de commerce sont ainsi bloqués pendant 3 016 jours sur le lac Amer, formant la flotte jaune.
Israël construit une ligne de défense sur la rive orientale : la ligne Bar-Lev.
En octobre 1973, l'Égypte et la Syrie attaquent Israël par surprise, c'est le début de la guerre du Kippour. La zone du canal redevient une zone de combats. L'armée égyptienne franchit le canal et pénètre profondément dans le Sinaï avant que les forces israéliennes, après quelques jours, ne reprennent le dessus et franchissent à leur tour le canal. Une force de maintien de la paix de l'ONU est déployée, la FUNU II, qui reste sur place jusqu'en 1974.
Pendant cette longue fermeture, les pétroliers s'adaptent en renforçant la création de supertankers qui contournent à nouveau l'Afrique, mais ne sont plus assujettis à la contrainte de gabarit imposée par la taille du canal.

#### Juin 1975: réouverture du canal
Après quinze mois de travaux, de déminage du canal et de ses abords, avec l'aide des marines américaine, britannique et française, qui permettent de retirer 45 500 mines, 686 000 engins anti-chars et anti-personnels et 209 tonnes de matières explosives, le canal est officiellement rouvert le 5 juin 1975 par le président Anouar el-Sadate qui le descend de Port-Said à Ismaïlia. Le lendemain, le premier convoi franchit le canal vers la Méditerranée. Durant quelques mois, le temps de remettre en état complet les installations du canal, un seul convoi par jour peut passer, avec un tirant d'eau maximal de dix mètres.
À la suite de l'augmentation de la piraterie autour de la Corne de l'Afrique à la fin des années 2000, il est évoqué la possibilité de l'éviter à nouveau. Mais les revenus assurés par le canal, bien qu'en diminution, sont vitaux pour l'Égypte. Ils représentent la troisième source de devises : cinq milliards de dollars par an (chiffre 2013), soit 20 % du budget de l'État.

#### Agrandissement et nouveau canal en 2015

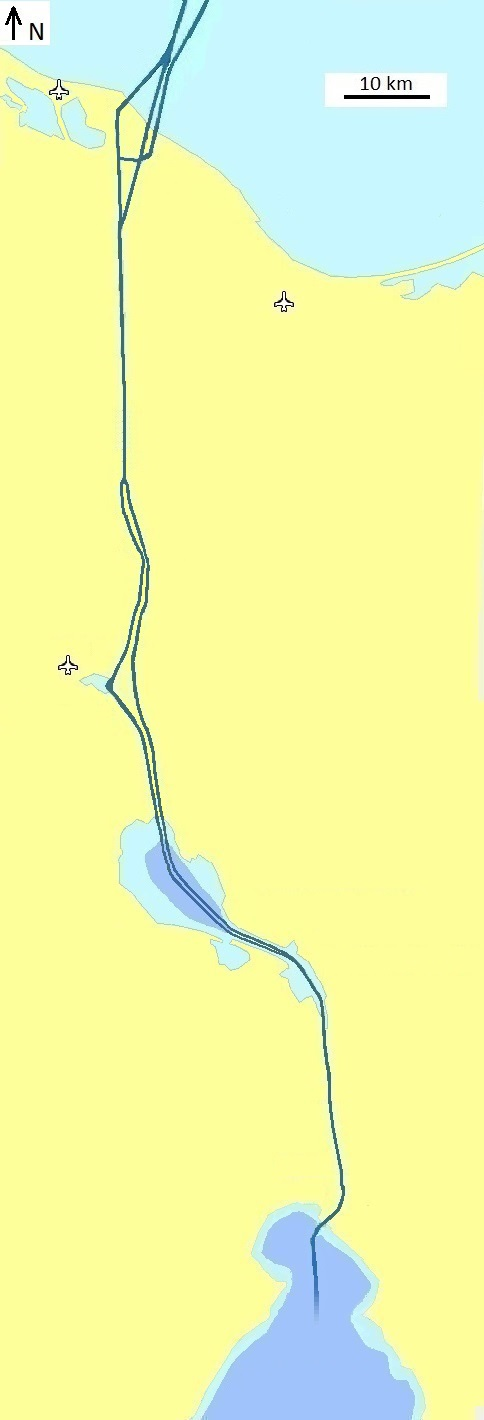
Le canal en 2015.

Le 5 août 2014, l'Égypte annonce son intention de creuser un deuxième canal parallèle au canal de Suez sur sa partie orientale, afin de permettre de supprimer la circulation alternée des convois dans cette partie du canal. Ce nouveau canal a une longueur de 72 km et coûte environ trois milliards d’euros. Ce projet réduit le temps d’attente maximale de passage pour les bateaux de onze à trois heures.
Les travaux impliquent l'approfondissement et l'élargissement du canal existant sur 35 km, ainsi que le creusement d'un nouveau canal de 37 km au niveau de la ville d'Ismaïlia. Les premiers tests de navigation commencent le 25 juillet 2015 alors que six navires répartis en deux groupes de trois traversent l'extension du canal dans le cadre de ce test. L'ouverture du nouveau canal a lieu le 6 août 2015,.
Le canal de Suez rapporte en 2015 environ 5,3 milliards de dollars US par an à l'Égypte. Selon les projections financières égyptiennes de 2015, le canal devrait rapporter annuellement 13,2 milliards de dollars en 2023 avec les améliorations.
En 2020-2021, malgré le blocage d'une semaine en mars par l'échouage de l'Ever Given, le canal de Suez a rapporté 5,84 milliards de dollars, soit les revenus annuels les plus importants de l’histoire de cette infrastructure.

## Chronologie
- 1832 : Ferdinand de Lesseps est nommé vice-consul de France à Alexandrie.
- Août 1833 : les saints-simoniens embarquent à Marseille pour se rendre en Égypte. Ils ont déjà des idées en tête concernant le canal.
- Novembre 1854 : Mohamed Saïd Pacha, le fils de Méhémet Ali, devient vice-roi d’Égypte. Il accorde à Ferdinand de Lesseps le pouvoir exclusif de constituer la compagnie qui percera l’isthme de Suez.
- 5 novembre 1858 : une souscription est ouverte pendant un mois pour récolter des fonds pour la compagnie.
- 15 décembre 1858 : Ferdinand de Lesseps constitue la Compagnie universelle du canal maritime de Suez, elle s’occupera de creuser le canal.
- 25 avril 1859 : le premier coup de pioche est donné pour la construction du canal.
- Janvier 1863 : Mohamed Saïd meurt et laisse sa place à son neveu Ismaïl Pacha.
- Avril 1865 : Ferdinand de Lesseps organise la première visite du chantier du canal aux personnalités qui le désirent.
- 17 novembre 1869 : le canal est inauguré par l’Impératrice Eugénie dont le navire est suivi de 77 navires de nations maritimes.
- 26 juillet 1956 : nationalisation du canal de Suez par Nasser.
- Octobre-novembre 1956 : intervention armée de la France, du Royaume-Uni et d'Israël, le trafic est interrompu[29].
- 1967 : après la guerre des Six Jours, l'armée israélienne occupe le Sinaï jusqu'aux rives du canal qui est alors fermé[29] pendant huit ans.
- 5 juin 1975 : réouverture du canal de Suez.
- 5 août 2014 : début des travaux de doublement d'une partie du canal et d'élargissement, 72 km sur les 163 km de voie d'eau, les travaux durent un an.
- 6 août 2015 : inauguration du nouveau canal de Suez[35].
- 23 mars 2021 : blocage complet du canal et chute de 10 % du commerce maritime mondial à la suite de l'échouage de l'Ever Given en travers de la section sud[36]. Le trafic reprend le 30 mars[37].

## Caractéristiques

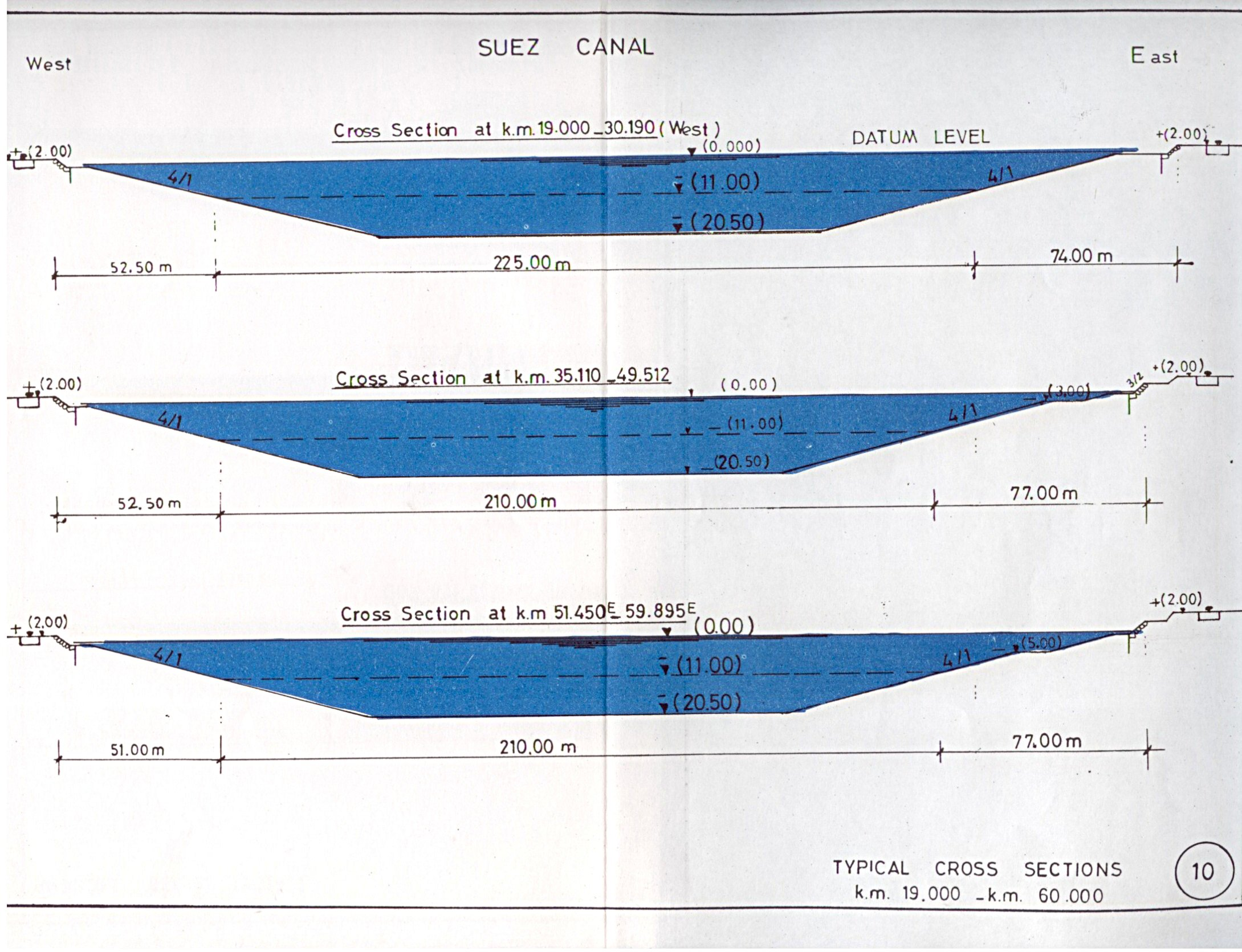
Coupe type du canal.

Schéma comparatif des tailles du canal entre 1870 et 2010.

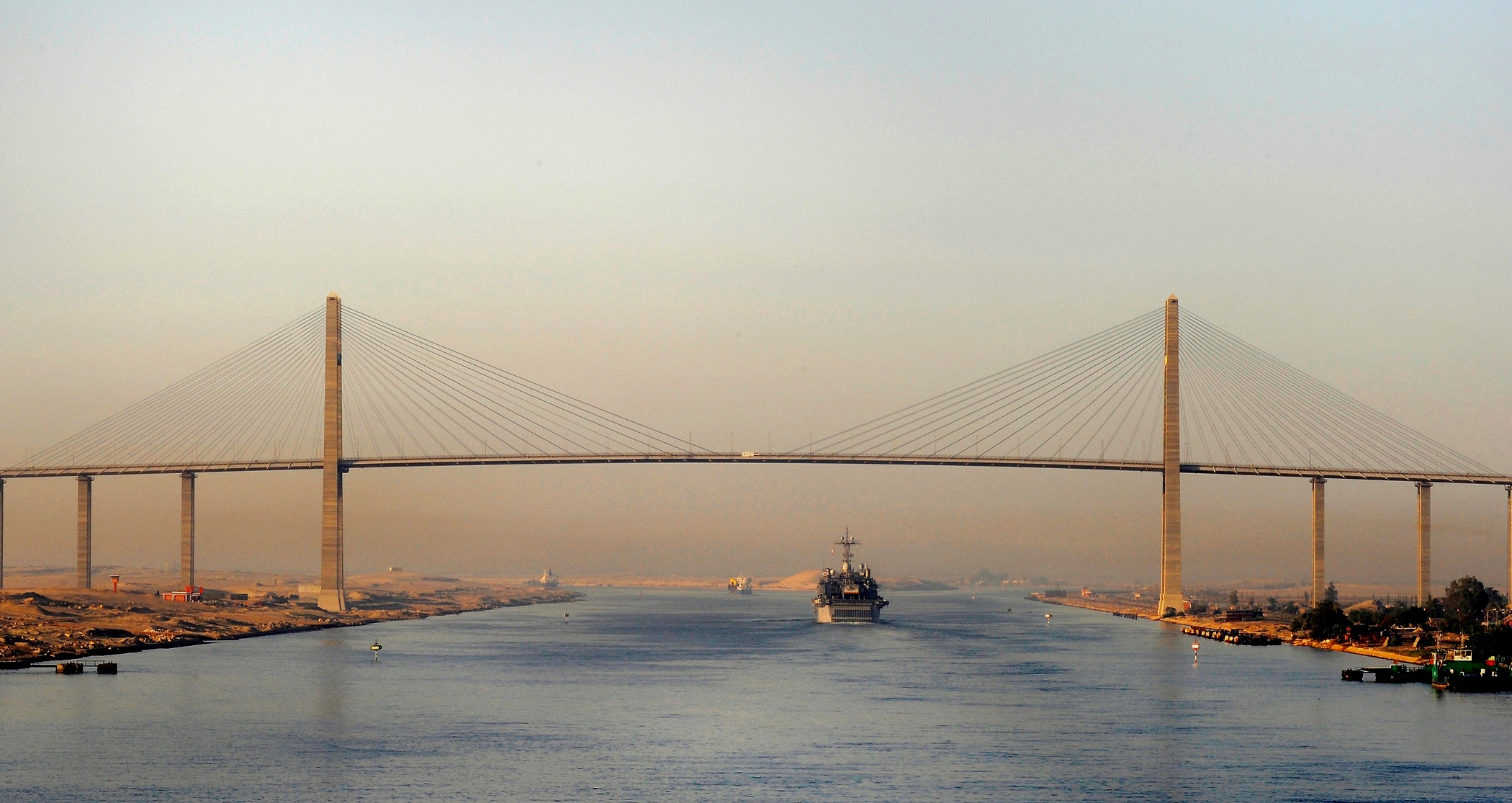
Le pont du canal de Suez au niveau d'El Qantara.

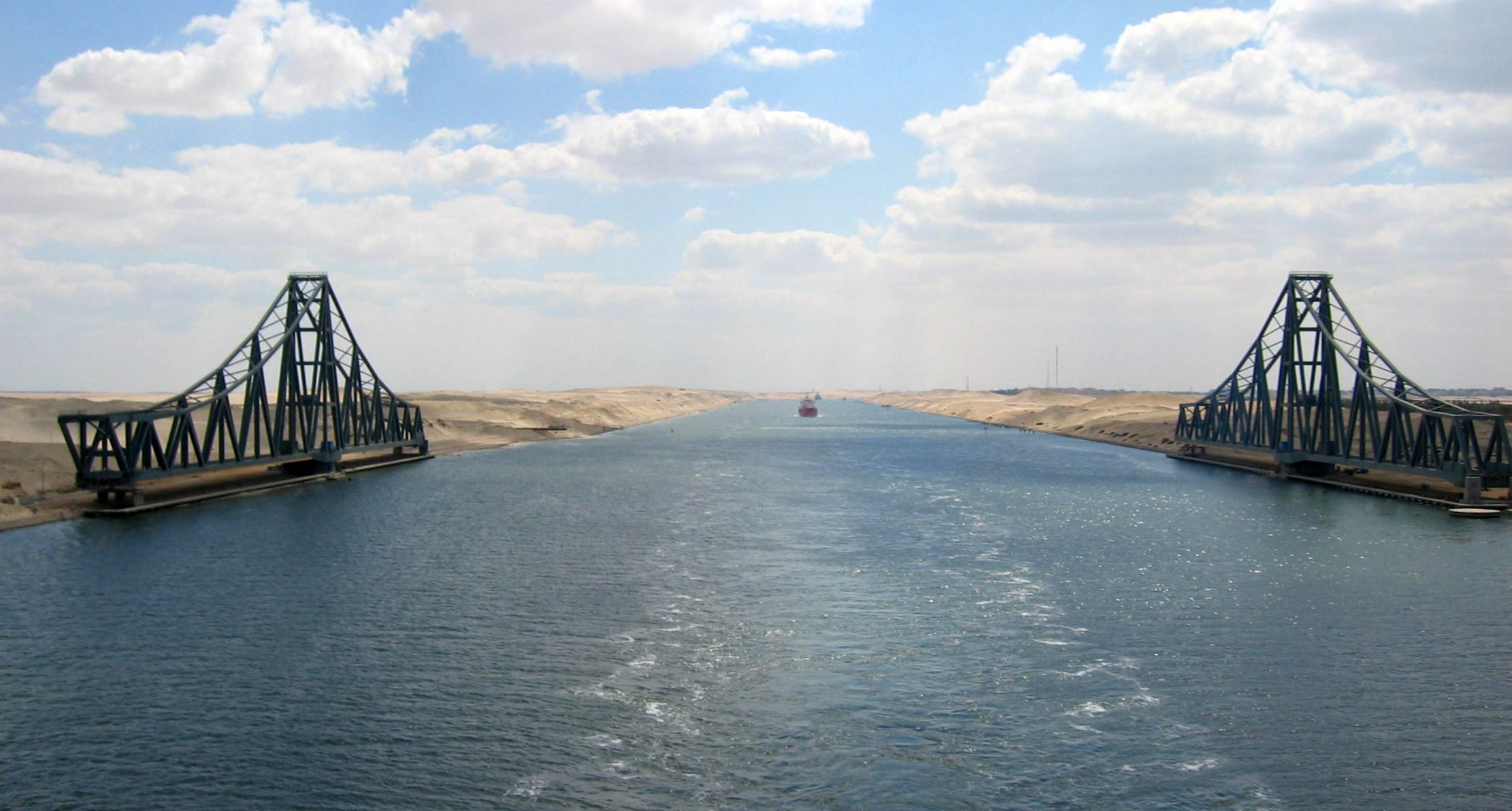
Pont tournant d'El Ferdan.

Le canal ne comporte pas d'écluses, tout son trajet restant au niveau de la mer, contrairement au canal de Panama. Son tracé s'appuie sur trois plans d'eau, les lacs Menzaleh, Timsah et Amers traversés par un chenal de navigation.
Sa largeur moyenne est de 345 m (initialement 52 m). Sa largeur minimale est de 280 m. La largeur navigable sous 11 m de tirant d'eau est de 190 m (initialement 44 m). Le canal entre Port-Saïd et Suez a une longueur de 162 km. Les chenaux d'accès au nord et au sud portent la longueur totale de l'ouvrage à 195 km. Trois chenaux de dérivation d'une longueur totale de 78 km sont situés à Port-Saïd, dans le lac ancien d'El Ballah et aux Lacs Amers.
Par suite de sa faible profondeur, les supertankers vident une partie de leur pétrole en entrant dans le canal, et le rechargent en sortant, le pétrole en question circulant par oléoduc.
Le canal d'une profondeur de 24 m permet le passage de navires de 20,12 m de tirant d'eau (66 ft) depuis les derniers travaux de 2010 permettant un port en lourd maximum depuis de cette date de 240 000 Tpl, à la condition que la largeur du navire ne dépasse pas 50 m (un tableau existe dans les règles de navigation publiées par les autorités du canal).
Les navires ayant les dimensions limites les autorisant à franchir le canal de Suez sont appelés Suezmax. Il en est de même pour le canal de Panama où les navires sont appelés Panamax.
Grace aux travaux, le trafic a fortement augmenté en volume avec des navires d'un tonnage de plus en plus imposant représentant 8 % du transport mondial de marchandises en 2015. Un passage prend de onze à seize heures avec cargos modernes contre deux jours lors de son inauguration.
|      | Longueur des sections de croisement (km) | Tirant d’eau (mètres) | Port en lourd maximum des navires (Tpl) | Nombre total de navires/an | Charge utile nette/an (1000 tonnes) |
| ---- | ---------------------------------------- | --------------------- | --------------------------------------- | -------------------------- | ----------------------------------- |
| 1869 |                                          | 6,7                   | 5 000                                   |                            |                                     |
| 1883 |                                          | 6,7                   | 5 000                                   | 3 307                      | 5 800                               |
| 1956 | 27,7                                     | 10,7                  | 30 000                                  |                            |                                     |
| 1962 | 27,7                                     | 11,6                  | 60 000                                  |                            |                                     |
| 1980 | 77,0                                     | 16,2                  | 150 000                                 | 20 795                     | 281 305                             |
| 1994 | 77,0                                     | 17                    | 170 000                                 | 16 370                     | 364 487                             |
| 1996 | 77,0                                     | 17,7                  | 185 000                                 | 14 731                     | 354 974                             |
| 2001 | 79,0                                     | 18,9                  | 210 000                                 | 13 986                     | 456 113                             |
| 2010 | 80,5                                     | 20,1                  | 240 000                                 | 17 993                     | 846 389                             |
| 2015 | 113,3                                    | 20,1                  | 240 000                                 | 17 483                     | 998 652                             |
| 2017 | 113,3                                    | 20,1                  | 240 000                                 | 17 550                     | 1 041 576                           |

La traversée d'est en ouest du canal est, la plupart du temps, assurée par des bacs, mais il existe aussi plusieurs ouvrages à cet effet :
- le pont du Canal de Suez, construit entre 1992 et 1999, qui enjambe le canal au niveau d'El Qantara (mot arabe signifiant « pont »), et qui laisse un espace de 70 mètres au-dessus du canal permettant un tirant d'air maximal pour les navires de 68 m ;
- le pont d'El Ferdan, qui est également le pont tournant le plus long du monde ;
- le tunnel Ahmed Hamdi, au sud du Grand Lac Amer, d'une longueur de cinq kilomètres, creusé sous le canal. Inauguré en 1980, il est utilisé par les automobilistes égyptiens pour se rendre dans la presqu'île du Sinaï et gagner les stations balnéaires de la mer Rouge.

Enfin, le canal est traversé par des canalisations d'eau douce à 57 km au nord de Suez, et par une ligne à haute tension construite en 1999.

## Menaces sur le milieu naturel

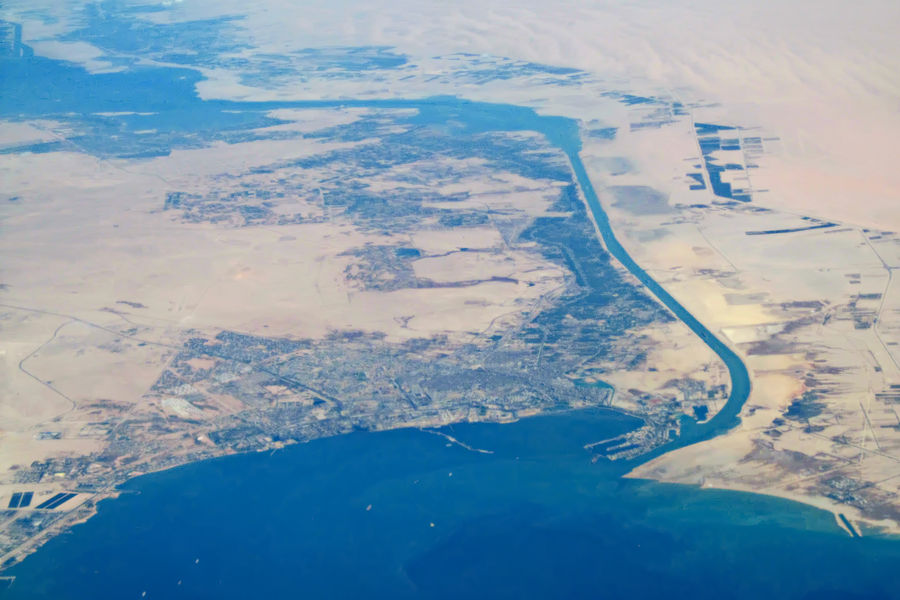
Vue de haut du canal du Suez

Du point de vue environnemental, la construction du canal a eu comme premier effet d'isoler physiquement l'Afrique de l'Asie, pour toutes les espèces animales non volantes. Ce fut la première coupure écologique aussi importante jamais conçue et réalisée par l'Homme, avant celle du Panama qui a séparé les deux Amériques, du Nord et du Sud.
Le transfert de millions de mètres cubes d'eau via le canal, en mettant en contact deux mers séparées depuis des centaines de millions d'années, permet désormais des transferts d'espèces marines dont certaines ont un potentiel invasif, soit en traversant le canal du sud vers le nord, soit transportées dans les eaux de ballast des navires ou accrochées sous leur coque. Les invasions biologiques d'espèces marines se faisant par l'intermédiaire du canal sont souvent baptisées migrations lessepsiennes.
Ces espèces exotiques en provenance de l'océan Indo-Pacifique sont de plus en plus nombreuses et menacent l'équilibre écologique déjà précaire de la mer Méditerranée. Depuis l'ouverture du canal en 1869 on peut estimer à plus d'un millier le nombre d'espèces marines de Mer Rouge - plancton, algues, invertébrés, poissons - ayant été observées pour la première fois en Méditerranée, et ce chiffre ne fera qu'augmenter. Le changement de biodiversité qui en a résulté à court terme est sans précédent à l'échelle mondiale et est en voie d'accélération : un récent recensement entrepris par la CIESM et couvrant tout le Bassin a permis d'établir qu'en seulement vingt ans (de 2002 à 2022), davantage d'espèces de poissons exotiques avaient atteint la Méditerranée que durant tout le siècle précédent.
En permettant d'éviter le passage au sud de l'Afrique, le canal de Suez a plus que décuplé le trafic marchand méditerranéen. Alors que la zone couvre moins de 1 % de tous les océans, c'est aujourd'hui environ 30 % du volume du trafic maritime mondial qui y transite (sans intérêt économique direct pour ses 305 ports et pour les régions littorales de Méditerranée, et sans écotaxe). Le CEDRE estime que 50 % des marchandises transportées dans ce « couloir » doivent être « considérées comme dangereuses à différents degrés ». Le risque d'une grave marée noire persiste, avec 28 % du trafic pétrolier maritime mondial transitant par la Méditerranée où les tempêtes sont parfois violentes. Par ailleurs, les fumées et gaz d’échappement des navires contribuent à polluer et acidifier l'air et provoquer des pluies acides dans la région (cf. fioul lourd mal désoufré ou même non désoufré).

## Sécurité maritime
En dépit de mesures de précaution et de sécurité accrues, outre le risque d'attaques ou d'actes terroristes sur des navires naviguant sur le canal, les risques d'accident persistent.

### Accidents
Dès son ouverture, le canal de Suez a connu des accidents.
Le risque de marée noire est le plus craint ; déjà en 1956, quand Nasser a nationalisé la Compagnie du canal de Suez, 50 % des approvisionnements pétroliers français et britanniques y passaient.
Les accidents les plus récents sont :
- celui du Al Samidoun en janvier 2005 ;
- celui du pétrolier battant pavillon libérien, le Grigoroussa 1, qui a heurté le 27 février 2006 une berge dans la partie sud du canal, perdant environ 3 000 t de fioul lourd sur 58 000 tonnes, sur une distance de plus de 20 km, avant qu'on ait pu l'entourer de barrages flottants et le remorquer jusqu'au port de Suez ; les autorités du canal n'ont pas détaillé par la suite les mesures de dépollution qui auraient été entreprises[42] ;
- en septembre 2006, c'est un bateau utilisé pour la maintenance du canal de Suez, le Khattab, qui fait naufrage en pleine nuit (deux morts, six blessés et cinq disparus) près d'Ismaïlia ;
- le mardi 23 mars 2021, le porte-conteneurs Ever Given fait obstruction dans le canal, après avoir été déporté par une rafale de vent. Il s'échoue en travers du canal, en y bloquant toute circulation[43]. En provenance d'Asie, celui-ci devait se rendre à Rotterdam. La société responsable de la gestion technique du navire, Bernhard Schulte Shipmanagement (BSM), assure que l'accident n'a provoqué aucune pollution ni aucun dommage sur la cargaison[44]. L'accident provoque une forte hausse des cours du pétrole[45]. Le 29 mars, l'Autorité du Canal de Suez annonce la reprise du trafic après la remise à flot de l'Ever Given[46].

### Menaces terroristes
Les « goulets d'étranglement » ne permettent pas la croissance du trafic ni celle de la taille des cargos et sont considérés comme des « talons d'Achille de l'économie pétrolière mondiale » (l'exemple le plus notable est le détroit d'Ormuz (30 % du tonnage pétrolier).
C'est pourquoi des bases navales et une flotte de guerre sont entretenues en permanence dans la région par les États-Unis (5e flotte dans l'Ouest de l'océan Indien, et 6e en Méditerranée), assistés par la France à Djibouti et à Abou Dabi. La présence militaire égyptienne est également visible tout le long du canal.
Fin août 2013, le porte-conteneurs le Cosco Asia a été la cible d'une attaque terroriste alors qu'il remontait le canal vers la Méditerranée. Cette attaque, sans réelle conséquence pour le navire, met en lumière les problèmes de sécurité et la difficulté pour l'armée égyptienne de prévenir les attentats.

## Transit

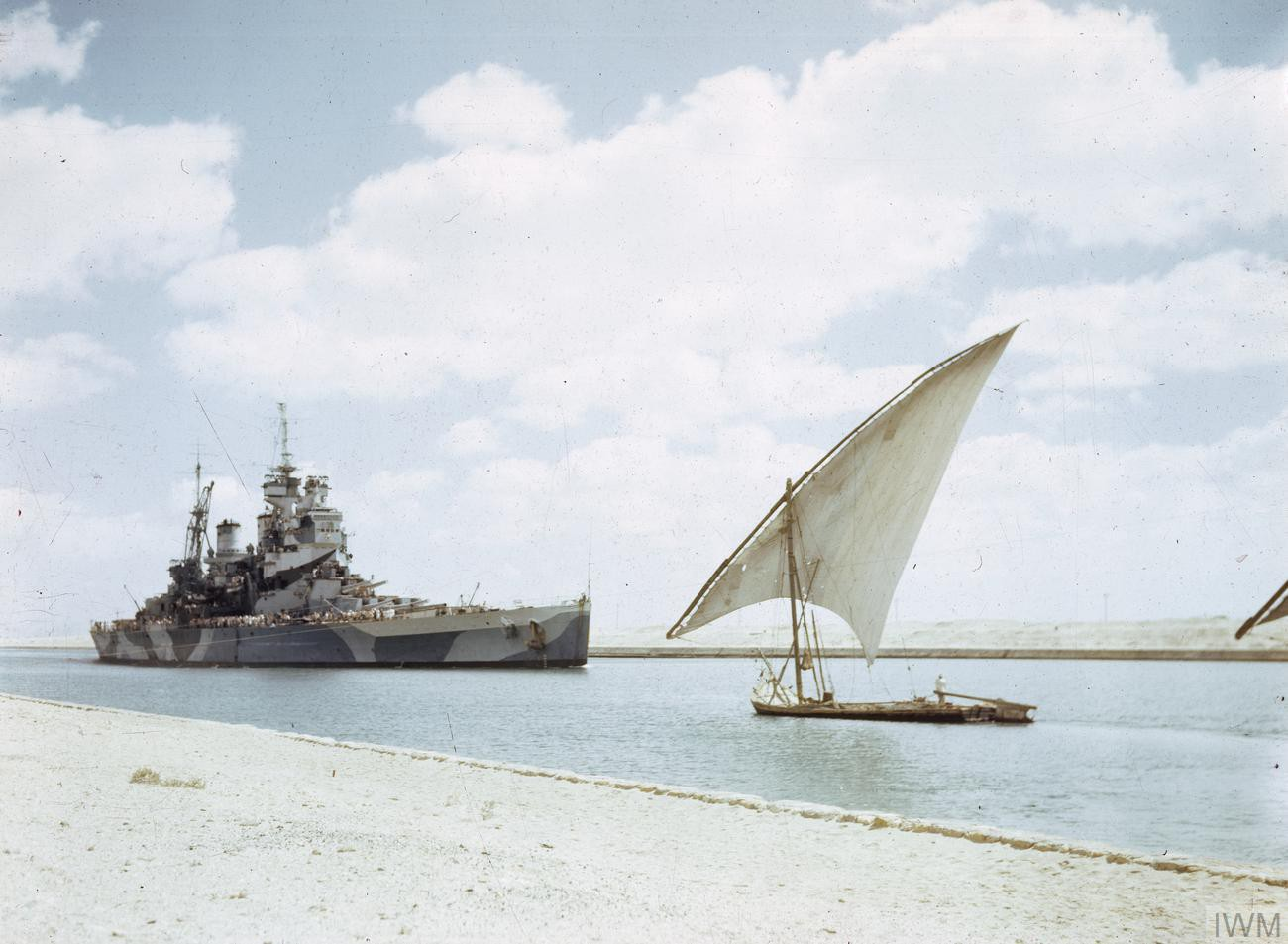
Le cuirassé britannique traverse le canal de Suez pour rejoindre le Pacifique en 1944.

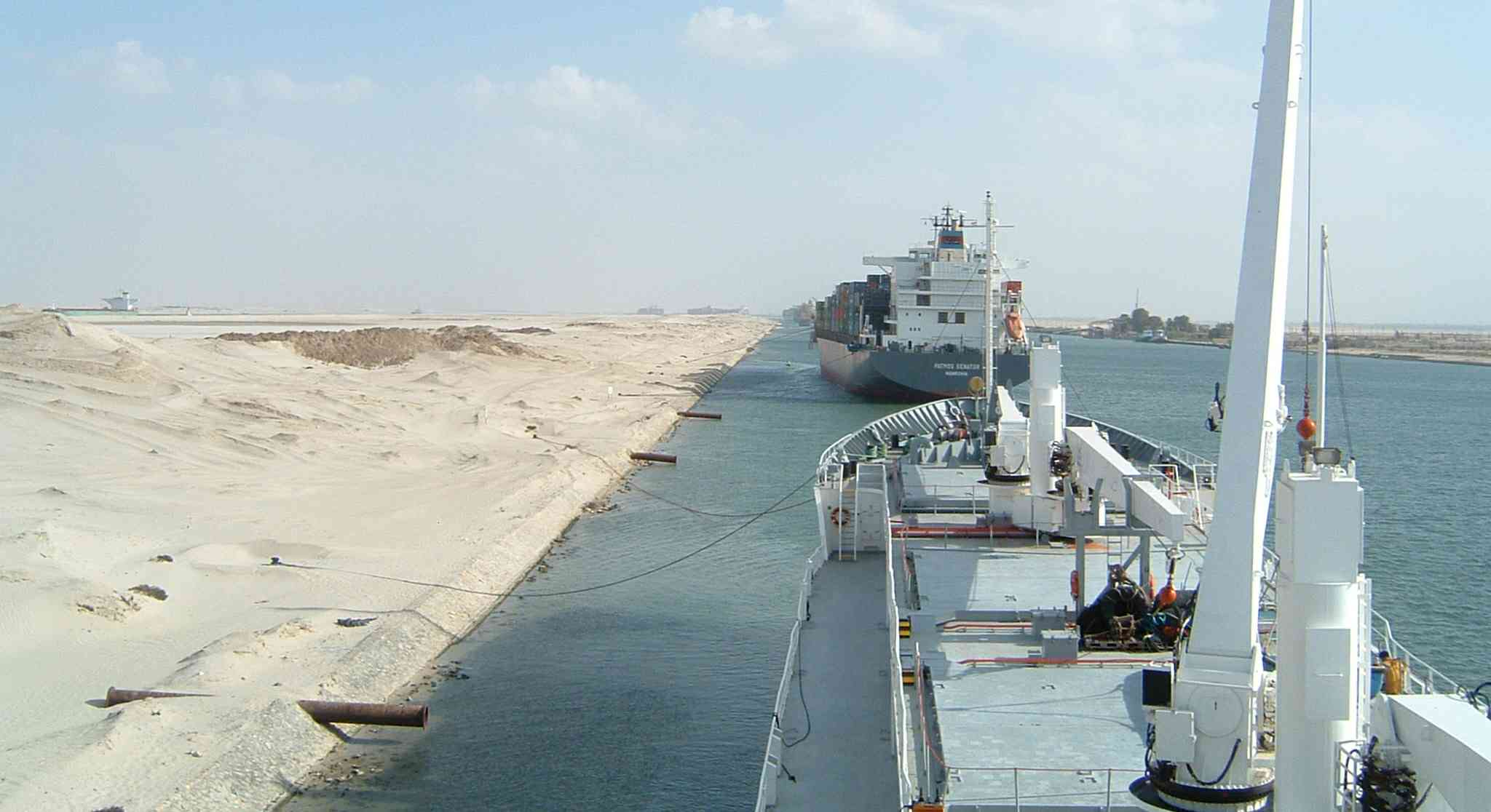
Navires du 2e convoi amarrés au bypass d'El Ballah.

Le transit des navires est organisé en convois alternés (sud → nord et nord → sud), au rythme d'un convoi par jour en route vers le nord et deux convois en route vers le sud. Les navires se croisent au Grand Lac Amer principalement. Un deuxième croisement se fait pour le deuxième convoi en route vers le sud au bypass d'El Ballah.
Chaque navire en transit embarque successivement quatre pilotes au minimum, l'un pour le chenal d'accès au nord, le deuxième de Port-Saïd à Ismaïlia, le troisième d’Ismaïlia à Suez, le dernier pour le chenal d'accès au sud, ainsi qu'une ou deux embarcation(s) armée(s) de lamaneurs et un électricien. Le premier et le dernier pilote sont des pilotes de port et ne font pas partie de la société du canal.
La réglementation exige également que les navires en transit soient pourvus d'un projecteur agréé. Ce projecteur, placé à la proue, permet d'éclairer si besoin les berges dans le cas où un vent de sable réduirait la visibilité. Il est possible de louer un projecteur agréé auprès des autorités du canal.
Les pilotes du canal sont ici responsables du respect de l'ordre prévu dans les convois, ainsi que du passage en temps et en heures à plusieurs sémaphores (ou stations) placés le long du canal.

### Stations de signaux du canal de Suez
Les stations sont présentes tous les dix kilomètres environ.
- Port Saïd
  - Râs el 'Ish, El Tîna, El Câp, El Quantara
- El Ballâh (By-pass)
  - El Firdân, El Ismâ 'ilîya, Tûsûn, Déversoir
- Grand lac amer
  - El Kabrît, El Gineifa, El Shallûfa
- Suez

Des remorqueurs participent au convoi pour pallier toute avarie de propulsion. Les navires se suivent à une distance d'environ un mille marin et la vitesse de transit est approximativement de neuf nœuds.
Les petits bateaux à voile qui désirent transiter doivent également embarquer du personnel local spécialisé.

### Sources
- Site de la Suez Canal Authority pour les dimensions du canal, des navires et le mode de fonctionnement.
- Règles de navigation.
- Clifton Books, 100 years of the Suez Canal, Brighton, R.E.B. Duff, 1969.
- Ferdinand de Lesseps, Question du Canal de Suez, Paris, Henri Plon, 1860.
- André Fontaine, L'Affaire du canal de Suez, 1956, consulté le 18 mars 2008 : http://histgeo.free.fr/troisieme/gf/suez.html.
- Béatrice de Durfort, Luc Forlivesi, Philippe Feinsilber, Olivier Mevel, Fondation Napoléon et centre historique des archives nationales : http://www.napoleon.org/fr/salle_lecture/chronologies/files/suez.asp.
- Marie-Françoise Berneron-Couvenhes, Les Messageries maritimes, l'essor d'une grande compagnie de navigation française (1851-1894), Paris, Presses universitaires de Paris-Sorbonne, 2007.